# Nørup Kirke (dokumentarfilm)
|  | Denne artikel er oprettet af botten Steenthbot ud fra en ekstern database. Den kan derfor have sproglige fejl eller mangler. Denne skabelon kan fjernes efter kontrol af indholdet. |

Nørup Kirke er en dansk dokumentarfilm fra 1986 instrueret af Axel Marcussen.

## Handling
Nørup Kirke, historie, interiør, billeder m.m.